# Igilgili
Igilgili war eine antike Stadt im Westen Nordafrikas an der Stelle des heutigen Jijel (Algerien), zwischen den antiken Städten Saldae und Chullu. Sie lag an der Küste auf einer Halbinsel und einer daran anschließenden, von Bergen gesäumten Ebene.
Die Stadt war zuerst ein Handelszentrum der Karthager und gehörte dann zur römischen Provinz Mauretania Caesariensis. Ab der Zeit des Augustus war sie römische Kolonie (Colonia) und bis zur Spätantike ein wichtiges Handelszentrum. Das christliche Bistum der Stadt besteht fort als Titularbistum Igilgili der Römisch-Katholischen Kirche.
Die archäologischen Überreste stammen aus karthagischer (Nekropole in den umgebenden Felsen) und römischer (Stadtmauer, Aquädukt) Zeit.